# Egyenesen a gettóból
Az Egyenesen a gettóból című Ganxsta Zolee és a Kartel-album 1995-ben jelent meg. 2002-ben platina minősítést kapott.
Az albumról 1996-ban megjelent promóciós bakelit lemezen a Figyeld Magad, az Oh Yeah és a Boom a fejbe című dalok. A Figyeld magad című dal alapjai Ice Cube Check Yo Self és Grandmaster Flash The Message című dalok alapjaiból készült.

## Számok
1. Intro
2. Kartel Anthem I.
3. A Gringo, aki öl
4. Egyenesen a gettóból
5. Mr. Hardcore
6. Minden, amit akarok, a Boom-Boom
7. Semmi nem véd meg
8. Figyeld magad!
9. Kartel Anthem II.
10. Oh, yeah!
11. Született gyilkos
12. Boom a fejbe!
13. Kartel Anthem III.
14. Gettó
15. Izzad a tököm
16. Ganxsta Remix
17. Outro
18. Oh, yeah!
19. Figyeld magad
20. Boom a fejbe!
21. Semmi nem véd meg

## Külső hivatkozások
- Hallgasd meg az Egyenesen a gettóból című dalt a YouTube-on[5]